# ال والی (چوکو)
ال والی (به اسپانیایی: El Valle) یک منطقهٔ مسکونی در کلمبیا است که در بخش چوکو واقع شده‌است.